# 玛利亚·格拉齐亚·劳拉·隆巴蒂
玛丽亚·格拉齐亚·“莱拉”·隆巴尔迪（義大利語：Maria Grazia "Lella"Lombardi，1941年3月26日—1992年3月3日）是一位来自意大利的赛车手。

## 生平
1941年出生于意大利，参加过17场世界一级方程式锦标赛分站赛，第一次是在1974年6月20日。她是唯一一位在世锦赛赛事（1975年西班牙大奖赛）中获得积分的女性车手（迪塞尔·威尔逊赢得过一场F1比赛的冠军，但是那一场比赛并非世界一级方程式锦标赛赛事）。